# Station Kvægtorvet
Station Kvægtorvet is een halte aan de westkant van de stad Hjørring in Denemarken. De halte werd geopend in 2004 en ligt aan de lijn Hjørring - Hirtshals. 